# Glotta
Glotta. Zeitschrift für griechische und lateinische Sprache ist eine traditionsreiche Fachzeitschrift auf dem Gebiet der Klassischen Philologie. Der Name Glotta kommt von dem altgriechischen Wort γλῶττα (glotta = Zunge).
Die Zeitschrift Glotta wurde 1909 von Paul Kretschmer und Franz Skutsch begründet. Sie beschäftigt sich vor allem mit Problemen der klassischen antiken Sprachen Latein und Altgriechisch und veröffentlicht demnach vor allem sprachgeschichtliche, strukturelle und etymologische Untersuchungen. Nach Unterbrechung durch den Zweiten Weltkrieg bemühten sich Kretschmer und Bruno Snell um die Neubegründung der Zeitschrift, die ab 1948 wieder erschien. Derzeitige Herausgeber sind Andreas Willi, Jan Felix Gaertner und Daniel Kölligan.
Jährlich erscheinen im Verlag Vandenhoeck & Ruprecht zwei Hefte, zeitweise auch zwei Doppelhefte. Es werden Aufsätze in deutscher, englischer, französischer, italienischer und spanischer Sprache veröffentlicht. Rezensionen werden in der Glotta nicht veröffentlicht.
Frühere Herausgeber:
- Paul Kretschmer (1909–1943, 1948–1957)
- Franz Skutsch (1909–1912)
- Wilhelm Kroll (1914–1936)
- Richard Meister (1941–1943)
- Bruno Snell (1953–1973)
- Hansjakob Seiler (1958–1987)
- Hartmut Erbse (1961–1991)
- Heinz Happ (1973–)
- Klaus Nickau (1992–)
- Klaus Strunk (1974–2000)
- Heinz-Günther Nesselrath (2001–2007)
- Michael Meier-Brügger
- Gerhard Meiser